# 콘스탄틴 치올콥스키
콘스탄틴 예두아르도비치 치올콥스키(러시아어: Константи́н Эдуа́рдович Циолко́вский, 문화어: 꼰스딴찐 에두아르도비츠 찌올꼽스끼, 1857년 9월 5일 - 1935년 9월 19일)은 폴란드계 러시아인 로켓 과학자이자 러시아의 우주 계획의 선구자이다.

## 생애
러시아의 랴잔 주 이제프스코예(Izhevskoye)의 중산층 가족에 태어났으며, 어린 시절 유약하고 귀가 잘 들리지 않아 학교에 들어가지 못하고 16살 때까지 집에서 교육받았다.
치올콥스키는 우주여행과 로켓 추진의 여러 부분에 대해 이론을 전개했다. 그는 인류 우주 비행의 아버지로 여겨지고 있으며, 우주 엘리베이터의 개념을 처음 생각해낸 사람이기도 하다. 그의 가장 유명한 논문은 1903년 발표된 《반작용 모터를 이용한 우주 공간 탐험》(러시아어: Исследование мировых пространств реактивными приборами)이며 논란의 여지는 있지만 로켓에 대한 최초의 학술적 논문으로 여겨진다. 불행하게도 그의 아이디어는 러시아 이외의 과학계에 소개되지 못하고, 로켓 추진 분야는 몇십년 후에나 독일 등의 과학자들이 그의 연구와는 무관하게 같은 계산을 해냄으로써 발전하게 된다.
그의 업적은 후에 유럽의 로켓 과학자들에게 영향을 미쳤고, 1950년대와 1960년대에는 소련이 우주 개발 경쟁에 앞서 나가면서 자극받은 미국인 과학자들의 관심을 받는다.
치올콥스키는 공기보다 무거운 기계의 비행에 대해서도 관심을 기울였으며, 라이트 형제와 동시에 유사한 계산을 독립적으로 해냈다. 그러나 그는 실제로 기계를 만들어 내지는 않았고, 그의 관심을 더 넓은 곳을 향해 나아갔다.
프리드리히 찬더(Friedrich Zander)는 치올콥스키의 연구에 대해 심취해 있었으며, 이를 더욱 발전시키는 데에 힘을 쏟았다. 1924년 그는 소련 최초의 우주항해 협회(Cosmonautics Society)를 설립했으며, 후에 OR-1과 OR-2라는 액체 추진 로켓을 만들어 냈다. 1924년 8월 23일 치올콥스키는 공군 사관학교(the Military-Air Academy N. E. Zhukovsky)의 첫 교수로 선출되었다.

## 약력
1857년 9월 5일, 랴잔 근교의 이젭스코예에서 태어난다. 성씨는 본래 폴란드어로 Ciołkowski(치오우코프스키)이었다. 아버지는 혁명 운동에 종사했기 때문에 러시아로 추방된 폴란드의 애국자였고, 어머니는 교양 있는 러시아인이었다.
- 1865년, 9세에 성홍열에 걸려, 청력의 거의 대부분을 잃는다.

- 13세에 독학을 시작해 16세에 모스크바로 가서 도서관의 책들을 남독한다.

- 1879년, 22세에 교사의 면허를 취득해, 중학교에서 수학을 가르친다.

- 1891년에 유선형의 금속 비행기를 이미 논문으로 발표했다. 그러나, 심사회는 이 논문을 각하했다.

- 교사로 근무할 때, 「달 위에서」(1893년), 「지구와 우주에 관한 환상」(1895년)등의 에세이를 저술한다.

- 1897년, 분사 가스의 속도가 큰 만큼, 또 로켓 엔진의 점화시와 연소 종료시의 질량비가 큰 만큼, 큰 속도를 얻을 수 있는 것을 나타낸 「치올콥스키의 공식」을 수식화해, 최초의 로켓 이론을 완성한다.

- 1903년, 「반작용 이용 장치에 의한 우주탐험」을 저술해, 액체 수소와 액체 산소를 연료로 하는 유선형의 로켓의 설계도를 발표.

- 1911년, 지인에게 편지를 보냈는데, 그 중에는 유명한 일절 「The Earth is the cradle of the mind, but we cannot live forever in a cradle」(지구는 인류의 요람이지만, 우리가 영원히 요람에서 살 수는 없다.)이 포함되어 있었다.

- 제정 러시아에서의 그의 연구는 부진했지만, 러시아 혁명 후에 처음으로 그의 연구가 재평가되어 1919년에 소비에트 연방 과학 아카데미의 정회원으로 선정되었고 공산당 정부 아래에서 로켓 연구에 전념한다. 다단식 로켓(그는 「로켓 열차」라고 부르고 있었다.)의 검토를 진행한다.

- 1920년대에는 다단식 로켓과 제트 엔진의 이론을 완성시켜, 세계에서 처음으로 우주 정거장을 고안 했다.

- 75세 때에 노동 적기 훈장을 수여받는다.

- 1935년 9월 19일에 78세로 사망했다. 장례는 국장으로 치러졌다. 죽기 직전에는 부스터의 가능성을 논하고 있었다.

## 같이 보기
- 세계 최초의 인공위성 스푸트니크 1호는, 그의 탄생 100주년을 기념해 1957년에 발사되었다.
- 달 뒷면의 크레이터 중에 가장 유명한 치올콥스키 크레이터(Tsiolkovsky)와 소행성 1590 치올콥스카야(Tsiolkovskaja)는 그의 부인의 이름을 딴 것이다.
- 세르게이 코롤료프 - "내가 로켓 개발에 임하게 된 것은, 치올콥스키의 연구를 알고 나서이다" 라고 말하고 있다. 그는 22세 때에 그의 연구를 알았다고 전해지고 있다.
- 이온 엔진